# Loandalia riojai
Loandalia riojai är en ringmaskart som beskrevs av Salazar-Vallejo 1986. Loandalia riojai ingår i släktet Loandalia och familjen Pilargidae. Inga underarter finns listade i Catalogue of Life.